# Proč ten malý Francous nosí ruku v pásce
Proč ten malý Francous nosí ruku v pásce (v angličtině „Why the Little Frenchman Wears His Hand in a Sling“) je krátká humorná povídka amerického spisovatele a literárního teoretika Edgara Allana Poea z roku 1840.
V češtině vyšla např. v knize Krajina stínů (Aurora, 1998).
V angličtině vyšla poprvé v povídkové sbírce E. A. Poea Grotesky a arabesky (Tales of the Grotesque and Arabesque).
V názvu povídky je skutečně písmeno s ve slově Francous, neboť celý příběh vypráví jistý „sér Pathrick O'Grandison“, jenž se přestěhoval z Irska do Londýna a zůstal mu dialekt.
Nářečním stylem je psána celá povídka (a také přeložena).
Povídka vypráví o námluvách baronetta „séra Pathricka O'Grandisona“ vdově paní Traclové. Té se však současně dvoří i „malý Francous Monsér Hrábě Au Gúst Lůj z Metru-di-dams...“.

## Příběh
Ctěný gentleman „sér Pathrick O'Grandison“ – „ten lef celostnýho města Lontýna“ – jenž přestal trčet v irském bahně a vzal si baronessu – si žije jako král a dostává se mu samých požehnání. Zamilovávají se do něj všemožné dámy. On se momentálně zahleděl do fešné vdovy paní Traclové, sousedky odvedle. Ale aby to nebylo tak jednoduché, tak se na ni usmívá i ten „zaprclý starý cizácký Francous“, který bydlí nedaleko. Jak k tomu přišlo, že ten malý darebák teď má levou ruku v pásce? No to je náramně jednoduchá historka.
O'Grandison se jednoho rána rozhoduje, zdali by bylo vhodné poslat paničce milostné psaníčko,když mu sluha doručí navštívenku „Monséra Hrábě Au Gústa Lůje z Metru-di-dams...“, což je dlouhé jméno toho malého francouzského ničemy, jenž se právě uráčil vkročit do pokoje a vyseknout poklonu. Otevřel ústa a vychrlil ze sebe hotový vodopád slov, kterým „sér Pathrick“ ani za mák nerozumí. Jedno však pochopí rychle: ten francouzský skrček se přiznal, že je zamilovaný do paní Traclové a chlubí se, že madam má pro něj slabost. Taková nehoráznost!
Pathricka jímá vztek, ale jako pravý gentleman jej dokáže spolknout. „Monsér Au Gúst Lůj“ se nabídne, že milostivé dámě „séra Pathricka“ představí. Skvělá příležitost, vskutku.
Na návštěvě u madam Traclové se oba gentlemani předhánějí v lichocení. Přisednou si k ní každý z jedné strany a snaží se trumfnout jeden druhého.
„Vulé-vu, parlé-vu, silva plést“ opakuje stále Francouz. Sir Pathrick O'Grandison se pokusí chytit paní Traclovou za malíček, ta se nenechá a schová ruku za záda. Sir Pathrick se osmělí a vklouzne rukou mezi opěradlo sofa a záda milostivé a nahmatá tam její něžnou ručku. Milostné námluvy pokračují, oba pánové pomrkávají po dámě a sir Pathrick má dojem, že mu lady Traclová dává rukou znamení, aby se pustil do toho „ničemnýho darebáka“ za jeho neomalené pomrkávání. O'Grandison zakleje: „Ty mrňavej žabožroute z nějakýho močálu, ty zatrolenej spratku!“
Paní Traclová se lekne a uteče a oba pánové zjistí, že si drží navzájem ruku. Ještě než je sluha srazí ze schodů, stihne „sér Pathrick“ „Monséru Hrábě Au Gústu Lůjovi z Metru-di-dams...“ končetinu pořádně stisknout. Ten se nezmůže na víc než „Vulé-vu, parlé-vu, safraporte!“